# Buibui
Buibui es un género de arañas araneomorfas de la familia Cyatholipidae. Se encuentra en África subsahariana.

## Lista de especies
Según The World Spider Catalog 12.0:
- Buibui abyssinica Griswold, 2001
- Buibui claviger Griswold, 2001
- Buibui cyrtata Griswold, 2001
- Buibui kankamelos Griswold, 2001
- Buibui orthoskelos Griswold, 2001